# Wilhelm Ritter von Leeb
Wilhelm Josef Franz Ritter von Leeb (5 de setembre de 1876 - 29 d'abril de 1956) va ser un generalfeldmarschall (mariscal de camp) alemany de la Wehrmacht durant la Segona Guerra Mundial, que posteriorment va ser condemnat per crims de guerra. Leeb va ser un oficial molt condecorat a la Primera Guerra Mundial i va rebre l'orde Militar de Max Joseph que li va concedir el títol de noblesa. Durant la batalla de França, va comandar el Grup d'Exèrcits C, responsable del trencament de la Línia Maginot.
Durant l'operació Barbarroja, la invasió de la Unió Soviètica, Leeb va comandar el Grup d'Exèrcits Nord, que va avançar a través dels Estats Bàltics cap a Leningrad, i finalment va assetjar la ciutat. Les unitats sota el comandament de Leeb van cometre crims de guerra contra la població civil i van cooperar estretament amb els Einsatzgruppen de les SS, esquadrons de la mort encarregats principalment de l'assassinat de la població jueva com a part de l'Holocaust.
Leeb va ser beneficiari del pla d'Adolf Hitler de suborn per a oficials superiors de la Wehrmacht, rebent obsequis secrets i alegals de 250.000 Reichsmarks el 1941 i d'una propietat valorada en 638.000 Reichsmark el 1943. Després de la guerra, Leeb va ser jutjat al Judici de l'Alt Comandament, com a part subseqüent dels Judicis de Nuremberg. Va ser condemnat per la transmissió del Decret Barbarroja i la seva aplicació penal per unitats subordinades i condemnat a tres anys de presó complert i, per tant, va quedar en llibertat un cop finalitzat el judici.

## Biografia
Leeb va néixer el 1876 a Landsberg am Lech com a Wilhelm Josef Franz Leeb en una família catòlica romana. Wilhelm es va unir a l'exèrcit de Baviera el 1895 i va servir a la Xina durant la Rebel·lió dels Bòxers. Entre 1907 i 1913, va assistir a l'Acadèmia de Guerra de Baviera i va servir a l'Estat Major.

### Primera Guerra Mundial i període d'entreguerres
A l'esclat de la Primera Guerra Mundial, Leeb es va reincorporar a l'exèrcit de Baviera. Va servir al front oriental, on es va distingir a l'ofensiva de Gorlice–Tarnów, la presa de la fortalesa de Przemyśl i la campanya a Sèrbia. El 1915, va rebre l'orde Militar de Max Joseph, la recepció de la qual li atorgava un títol de noblesa. El cognom de Leeb va canviar a "Ritter von Leeb".
Després de la guerra, Leeb va romandre al Reichswehr, l'exèrcit de la República de Weimar. Abans de l'ascens al poder d'Adolf Hitler, Leeb va comandar el districte militar que cobria Baviera. Al juliol de 1938, Leeb va rebre el comandament del 12è Exèrcit, que va participar en l'ocupació dels Sudets.

### Segona Guerra Mundial

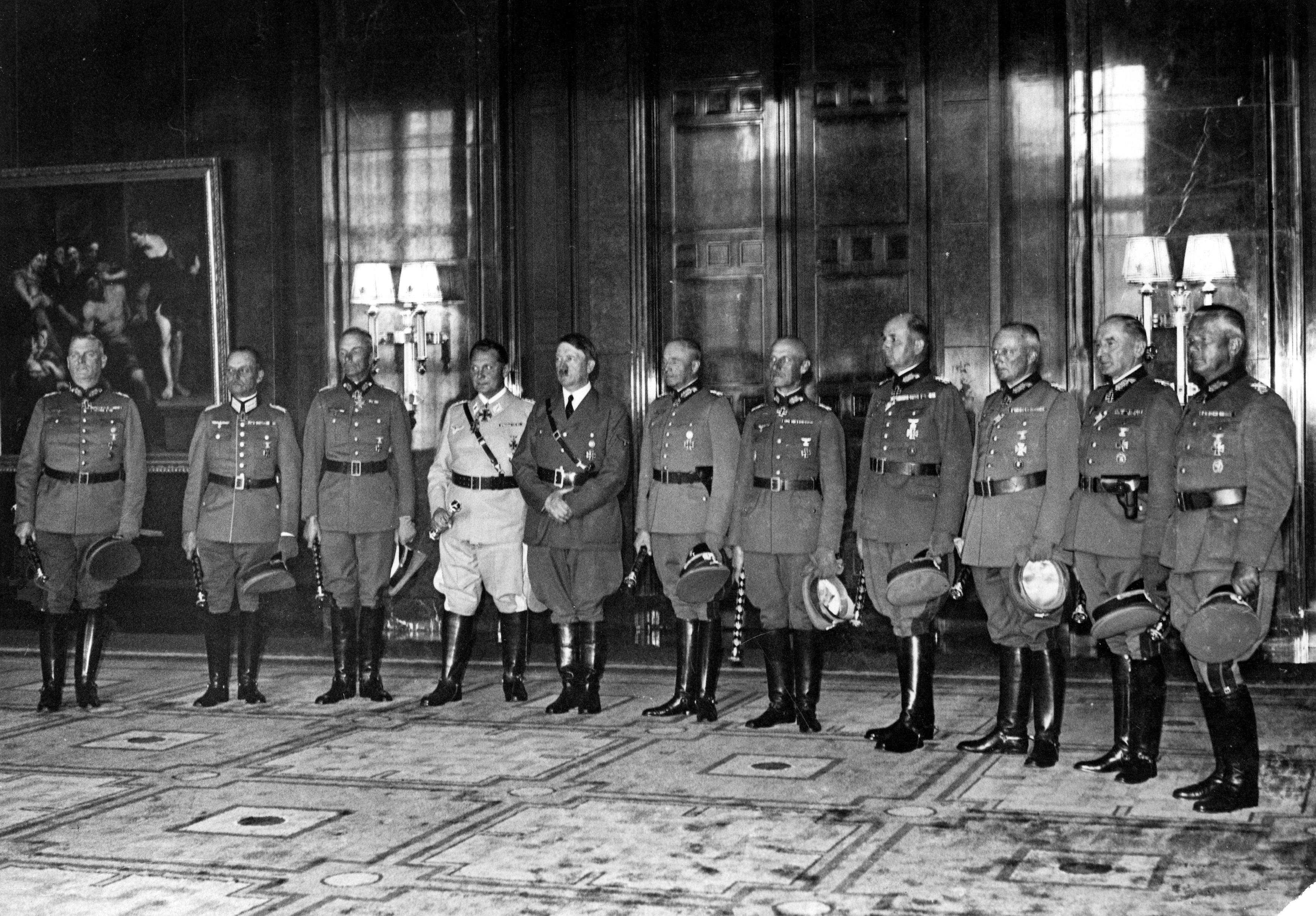
La cerimònia dels mariscals de camp de 1940

A l'inici de la Segona Guerra Mundial, Ritter von Leeb, de 63 anys, era el segon general de més edat, després de Gerd von Rundstedt, que tenia 64 anys. A l'estiu de 1939, Leeb va rebre el comandament del Grup d'Exèrcits C i va ser ascendit a Generaloberst l'1 de novembre de 1939 . i va escriure: "El món sencer es tornarà contra Alemanya, que per segona vegada en 25 anys ataca la neutral Bèlgica! Alemanya, el govern de la qual va garantir i va prometre solemnement la preservació i el respecte d'aquesta neutralitat fa només unes setmanes". Durant la batalla, les seves tropes van trencar la Línia Maginot. Leeb va ser ascendit al rang de Generalfeldmarschall durant la Cerimònia dels Mariscals de Camp de 1940 i va rebre la Creu de Cavaller de la Creu de Ferro.

#### Invasió de la Unió Soviètica
Durant l'operació Barbarroja, la invasió de la Unió Soviètica, Leeb va rebre el comandament del Grup d'Exèrcits Nord per envair els estats bàltics i capturar Leningrad. Leeb va ser un dels més de 200 oficials superiors que el 30 de març de 1941 van assistir a un discurs en què Hitler va exposar els seus plans per a una guerra ideològica d'aniquilació (Vernichtungskrieg) contra la Unió Soviètica.

##### Estats bàltics
El juny de 1941, el Grup d'Exèrcits Nord, format pel 4t Grup Panzer, el 16è Exèrcit i el 18è Exèrcit, va aclaparar les defenses frontereres soviètiques i en l'Operació Bàltica va avançar ràpidament pels estats bàltics capturant Kaunas i Riga l'1 de juliol. Leeb tenia jurisdicció sobre l' àrea d' operacions militars i sobre l'Àrea posterior del Grup d' Exèrcits Nord. A finals de juny i principis de juliol de 1941, Franz von Roques, el comandant de l'àrea de rereguarda, va informar a Leeb de les massacres de jueus per l'Einsatzgruppe A, auxiliars lituans i els homes del 16è Exèrcit fora de Kaunas. Leeb va assenyalar al seu diari després que tot el que podia fer era "mantenir la distància" i que tots dos homes van coincidir que podria ser "més humà" esterilitzar els homes jueus. Leeb va aprovar l'assassinat d'homes jueus i va afirmar que els seus crims durant l'ocupació soviètica de Lituània ho justificaven, però que l'assassinat de dones i nens podria haver estat excessiu.
A principis de juliol, el general Rudolf Schmundt, ajudant de Hitler responsable dels pagaments extralegals secrets del fons Konto 5, va visitar la seu del Grup d'Exèrcits Nord. Va dir al personal de Leeb que els pogroms contra i l'assassinat dels jueus per part de l'Einsatzgruppe A eren una "operació de neteja necessària" i que "els soldats no s'havien de preocupar per qüestions polítiques". Leeb va rebre 250.000 Reichsmarks del fons el setembre de 1941 pel seu aniversari. El mateix mes, Franz Walter Stahlecker, el comandant de l'Einsatzgruppe A, en un informe a Berlín va elogiar el Grup d'Exèrcits Nord per la seva cooperació exemplar amb els seus homes en l'assassinat de jueus als estats bàltics.

##### Avanç cap a Leningrad

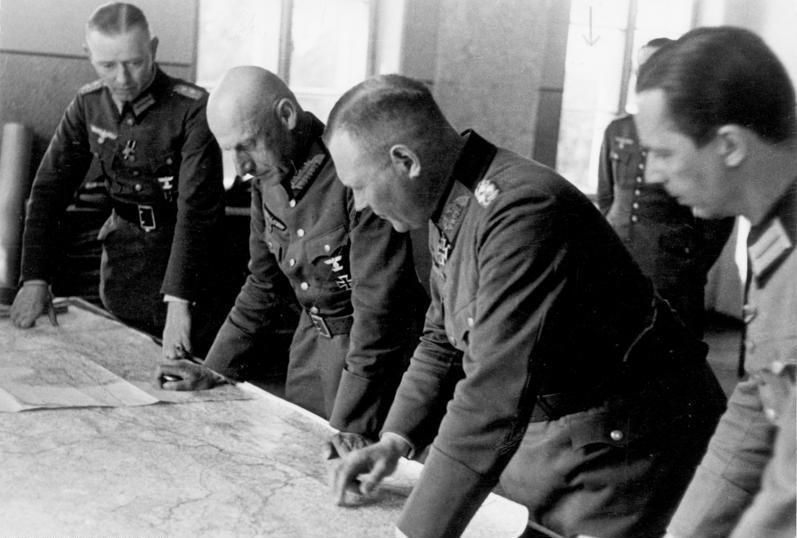
Leeb amb Erich Hoepner el setembre de 1941

La resistència soviètica es va endurir significativament a mesura que el grup d'exèrcits va travessar la frontera entre Letònia i Rússia a principis de juliol de 1941. Al mateix temps, l'Oberkommando des Heeres (OKH, Alt Comandament de l'Exèrcit alemany) va ordenar que el 3r Grup Panzer deixés de donar suport al Grup d'Exèrcits Nord i s'havia de centrar únicament en el Grup d'Exèrcits Centre, deixant a Leeb per a que seguis els seus objectius, Nóvgorod, Pskov i Luga, així com Estònia, sense el suport d'un grup Panzer addicional. Leeb no va protestar, presumiblement perquè creia en la superioritat de les forces alemanyes i que la resistència de l'Exèrcit Roig no afectaria les seves operacions. En contrast amb aquestes expectatives, el terreny pantanós al voltant del llac Ilmen i els ferotges contraatacs de l'Exèrcit Roig van impedir un avanç ràpid.
A principis d'agost, el Grup d'Exèrcits Nord estava seriosament sobreestès, després d'haver avançat en un front que s'eixamplava i dispersant les seves forces en diversos eixos d'avanç. Leeb va estimar que necessitava 35 divisions per a totes les seves tasques, però només en tenia 26. L'atac es va reprendre el 10 d'agost però immediatament es va trobar amb una forta oposició al voltant de Luga. Les forces de Leeb van poder prendre Kingisepp i Narva el 17 d'agost. El grup de l'exèrcit va arribar a Txudovo el 20 d'agost, tallant l'enllaç ferroviari entre Leningrad i Moscou. Tallin va caure el 28 d'agost. Les unitats sota el comandament de Leeb es van dedicar a un saqueig generalitzat de productes alimentaris a mesura que avançaven. El saqueig excessiu va portar a Leeb a emetre ordres per intentar limitar el saqueig i la destrucció de propietats perquè impedirien l'explotació de les terres conquerides. L'ordre de Leeb del 16 d'agost de 1941 deia que "la tasca inicial de les autoritats econòmiques s'està tornant impossible per les 'organitzacions' insensates de les tropes".

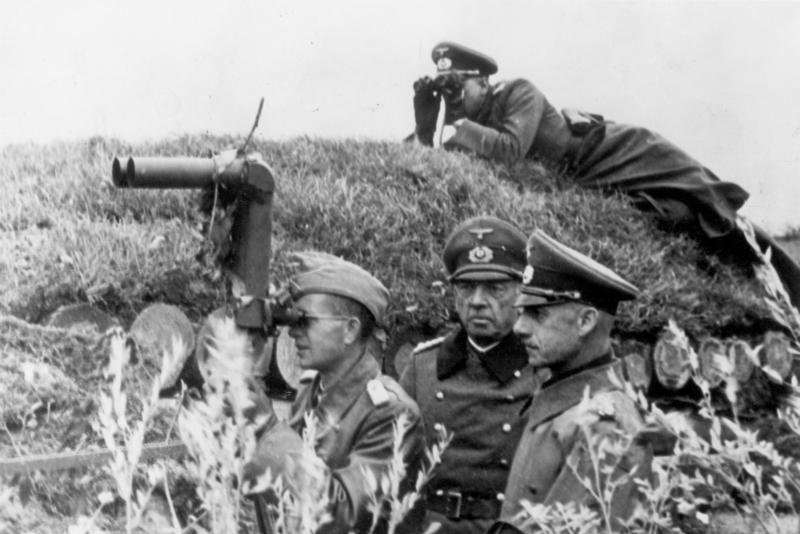
Leeb i Georg von Küchler en un post d'observació, 11 d'octubre de 1941

L'última connexió ferroviària amb Leningrad es va tallar el 30 d'agost, quan les forces alemanyes van arribar al riu Neva. A principis de setembre, Leeb confiava que Leningrad estava a punt de caure. Després d'haver rebut informes sobre l'evacuació de civils i béns industrials, Leeb i l'OKH creien que l'Exèrcit Roig s'estava preparant per abandonar la ciutat. El 5 de setembre va rebre noves ordres, inclosa la destrucció de les forces de l'Exèrcit Roig al voltant de la ciutat. El 15 de setembre, el Grup Panzer 4 havia de ser traslladat al Centre del Grup d'Exèrcits per participar en una ofensiva renovada cap a Moscou. L'esperada rendició no es va materialitzar encara que la renovada ofensiva alemanya va tallar la ciutat el 8 de setembre. A falta de força suficient per a operacions importants, Leeb va haver d'acceptar que el grup d'exèrcits podria no poder prendre la ciutat, però els durs combats van continuar al llarg del seu front durant tot l'octubre i novembre.
Des de setembre, el quarter general del grup d'exèrcits i l'OKH havien reflexionat sobre el destí de la ciutat i què fer amb la població soviètica famolenca. Leeb va ordenar a l'artilleria que disparés a qualsevol civil que intentés escapar de la ciutat encerclada per matar-los fora de la vista de la infanteria de primera línia. A mitjans de novembre, el diari de guerra del grup d'exèrcits va assenyalar que l'artilleria estava impedint que els civils s'apropessin a les línies alemanyes. Les operacions van portar el comandament a reflexionar sobre si el tiroteig de civils desarmats comportaria la "pèrdua de l'equilibri interior". Els oficials superiors també estaven preocupats per la "falsa" compassió que podria afectar les qualitats de lluita dels seus homes.  Les forces sota el comandament de Leeb van matar gitanos, van lliurar altres a les unitats del Sicherheitsdienst (SD) i van participar en l'assassinat de persones amb discapacitat mental. El desembre de 1941, amb el consentiment del comandant del 18è Exèrcit Georg von Küchler, el personal del SD va disparar a 240 pacients en un centre psiquiàtric.

#### Rellevat del comandament
El 15 de desembre de 1941, enmig de la crisi de la batalla de Moscou, Leeb va retirar les seves forces a l'ala nord fins a una línia darrere del riu Volkhov sense permís d'OKH. Leeb va obtenir l'aprovació de la mesura l'endemà en una reunió personal amb Hitler a la Wolfsschanze. El 15 de gener de 1942, Leeb va demanar a Hitler que li donés llibertat d'acció o que el destituís del seu comandament. Hitler va triar aquesta última opció i Küchler va assumir el comandament del Grup d'Exèrcits Nord. Hitler mai va tornar a contractar a Leeb, però l'agraïment de Hitler va durar fins que es va suïcidar l'abril de 1945. Després que Leeb s'incorporés a la Führerreserve el 1942, Leeb es va dirigir a Hans Heinrich Lammers i li va indicar que, a més de la seva finca a Solln, als afores de Munic, volia una finca al camp. Hitler li va presentar ràpidament un a Seestetten, prop de Passau. Segons el Gauleiter Paul Giesler, valia un mínim estimat de 660.000 Reichsmarks.

### Judici i condemna

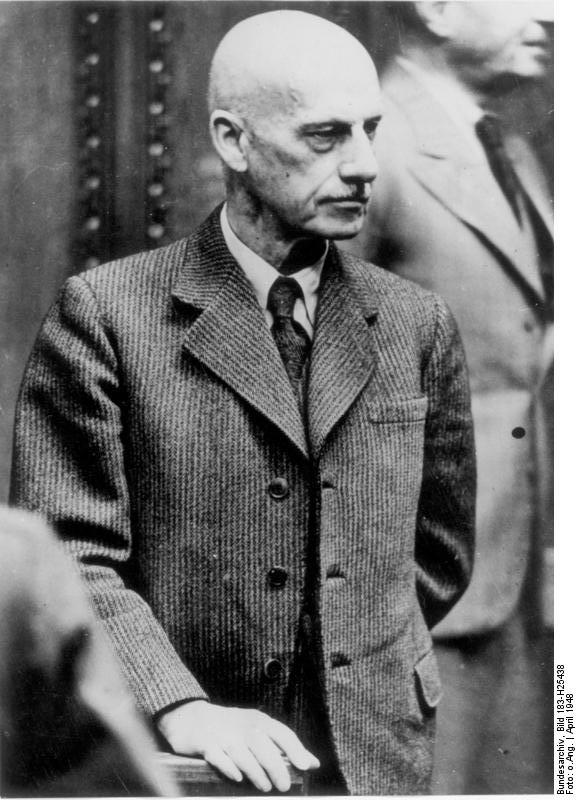
Leeb durant el judici de l'alt comandament.

Leeb va ser jutjat pel tribunal militar dels Estats Units a Nuremberg en el judici de l'Alt Comandament. L'advocat defensor de Leeb, Hans Laternser, va actuar com a advocat defensor principal de facto i sovint representava altres parts en qüestions de procediment. Va defensar la "decència" del cos d'oficials alemany i va assegurar que havia mostrat respecte per les lleis de la guerra. La defensa atribuïa les accions de l'exèrcit alemany contra civils, ostatges i partisans a les condicions de batalla i a la necessitat militar. Abordant les ordres criminals que Leeb i altres acusats havien transmès, Laternser va afirmar que Leeb era un soldat humà que ni havia vist ni transmès aquestes ordres i no tenia oportunitat de revocar-les. Va afirmar que Leeb no sabia res de les activitats dels Einsatzgruppen a la seva àrea de comandament i, de totes maneres, no tenia jurisdicció per aturar-les.

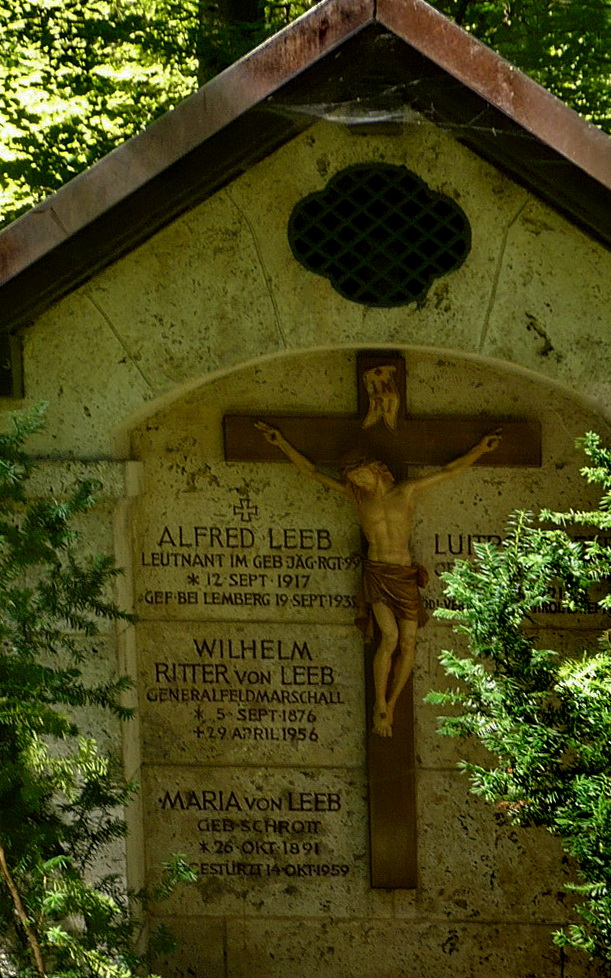
La tomba de Leeb al Sollner Waldfriedhof.

Com a oficial més alt dels jutjats, Leeb va presentar una declaració final en nom dels acusats. Va afirmar que els acusats no van comprometre mai els seus principis militars i els va presentar com a víctimes de la història: "Cap soldat al món ha hagut de lluitar mai sota una càrrega i una tragèdia així". La seva declaració va presagiar la narrativa de victimització prevalent a Alemanya Occidental als anys cinquanta i seixanta. Leeb va ser declarat culpable d'un dels quatre càrrecs; va ser condemnat per transmissió del Decret Barbarroja i la seva aplicació penal per unitats subordinades. Va ser condemnat al temps servit i va ser posat en llibertat després del judici. La sentència va ser més lleugera que la d'altres acusats condemnats. La sentència deia: "No s'ha introduït cap ordre penal [en proves] que porti la seva signatura o segell de la seva aprovació". Després que Leeb fos alliberat, va tornar a la seva finca a Hohenschwangau, Baviera . Va morir d'un atac de cor l'any 1956 a Füssen i va ser enterrat al Solln Waldfriedhof.

## Promocions
Oberstleutnant – 28 de desembre de 1920
 Oberst - 1 de febrer de 1925
 Generalmajor – 1 de febrer de 1929
 Generalleutnant – 1 de desembre de 1929
 General der Artillerie – 1 de gener de 1934
 Generaloberst – 1 de novembre de 1939 (honorífic des del 28 de febrer de 1938)
 Generalfeldmarschall – 19 de juliol de 1940

## Condecoracions
Creu de Cavaller de la Creu de Ferro - 24 de juny de 1940
 Creu de Ferro 1914 de 1a Classe
 Creu de Ferro 1914 de 2a Classe
 Orde Militar de Max Joseph (2 de maig de 1915)
 Creu de Cavaller del Reial Orde Prussià de Hohenzollern amb espases
 Medalla del Príncip Regente Leopold
 Orde del Mèrit Militar amb Espases de 3a Classe (Baviera)
 Creu Hanseàtica d'Hamburg
 Creu Hanseàtica de Bremen
 Creu de Cavaller 2a Classe amb Espases de l'orde d'Albrecht (Saxònia)
 Creu de cavaller amb espases de l'Orde de la Corona (Württemberg)
  Creu del Mèrit Militar (Mecklenburg-Schwerin)
  Orde de la Corona de Ferro de 3a classe (Àustria)
 Creu del Mèrit Militar (Àustria-Hongria)
  Medalla de Guerra (Imperi Otomà)
 Creu d'Honor 1914-1918
 Medalla de l'1 d'octubre de 1938 amb barra "Castell de Praga"
 Medalla dels 25 anys de servei a la Wehrmacht
 Fermall de 1939 a la Creu de Ferro 1914 de 1a Classe
 Fermall de 1939 a la Creu de Ferro 1914 de 2a Classe
 Medalla de la Campanya d'Hivern a l'Est 1941/42